# Szolinszky Olimpia
Szolinszky Olimpia, Radoszewsky-Solinski Olympia (Jászberény, 1871. november 12. – 1900. május 22.) magyar színésznő.

## Pályája
Radoszewsky-Solinski Gyula és Feldmann Szeréna leányaként született, apai ágon lengyel nemes, anyai ágon partiumi zsidó családból származott. 1892-ben végezte el az Országos Magyar Királyi Zene- és Színművészeti Akadémiát. Ezt követően vidéki színházakban játszott, köztük Szentesen, valamint Rakodczay Pál Az ember tragédiája-előadásai Évájaként Békéscsabán, Nagykanizsán, Kassán és Eperjesen. Kolozsváron többek között Hunyady Margit kolléganője volt Ditrói Mór társulatában, aki később – már az ő részvétele után – az egész társulatot továbbvitte a Vígszínházba, amelynek megszervezője és alapító igazgatója lett. 1897. március 14-én Budapesten, az Erzsébetvárosban házasságot kötött a nála három évvel idősebb, gyergyótölgyesi születésű Széplaki János kereskedelmi akadémiai tanárral. Fiatalon tüdőgyulladásban hunyt el. Testvérének unokája, Németh Nóra is színésznő.

## Visszhang
A korabeli lapok nemzetközi tehetségű színésznőként írtak róla. A Zalai Közlöny 1894. május 12-i számában egy szerepe kapcsán többek között ezt írta róla: „Szolinszky Olimpia diadalának nevezzük Sudermann legújabb kitűnő drámájának, az »Otthon«-nak hétfői előadását. Valóban az is volt. Ez a fiatal színésznő, kinek eddig egyéniségéhez és temperamentumához illő szerepet nem adtak, valósággal meglepetést – bámulatot keltett »Magda« remek alakításával. Voltak jelenetei, melyet megjátszani jobban egyáltalában nem is lehet. A midőn nem is kanizsai, hanem az ország első színházában, a nemzeti színházban képzeltük el magunkat. Azon véleményen vagyunk, hogy ő látta és megfigyelte Jászai Mari és Duse Eleonora művészetét, mert szerepe feletti teljes uralom, annak mély átérzése, az igazi realizmus, mely előadásában és alakításában nyilvánul, ezt a hitet kelti fel bennünk. Szolinszky Olimpia egy erős tehetség a szónak nem »vidéki«, hanem nemzetközi értelmében: Magdát, az önérzetes, erős akaratú, zseniális leányt művészi élethűséggel személyesítette. De nemcsak evvel, hanem rendkívül érdekes megjelenésével is hatott, mely tökéletesen rátermett az ilyen szerepekre. Hozzájárultak ehhez szép és izléses öltözékei is.”